# Joseph Pastor Neelankavil
Joseph Pastor Neelankavil CMI (* 19. März 1930 in Aranattukara, Kerala; † 17. Februar 2021) war ein indischer Ordensgeistlicher und syro-malabarischer Bischof von Sagar.

## Leben
Joseph Pastor Neelankavil hatte sechs Geschwister; zwei seiner Schwestern traten den Franziskanischen Klarissen (FCC) bei. Er selbst trat nach seinem Schulabschluss in Aranattukara der Ordensgemeinschaft der Carmelites of Mary Immaculate bei und besuchte die Aloysius-Schule in Elthuruth. Am 15. Oktober 1950 folgte die Einkleidung und der Ordensname Pastor in der Theresa-Abtei in Ampazhakad und ein Jahr später die ersten Ordensgelübde. Nach ersten Studien in Ekklesiologie in Mannanam, Kunammavu und Chethipuzha studierte er Philosophie am Päpstlichen Priesterseminar von Pune und von 1957 bis 1960 Theologie am ordenseigenen Dharmaram College in Bengaluru. Am 17. Mai 1960 empfing er in Dharmaram durch Joseph Kardinal Parecattil die Priesterweihe. Er war zunächst stellvertretender Direktor des Sozialapostolats im heutigen Erzbistum Trichur. 1963 ging er zum Studium der Pastoralsoziologie am Institut für Soziologie in Rom und zu einem Doktoratsstudium in Kirchenrecht an die Päpstliche Lateranuniversität. Von Papst Johannes Paul II. wurde er zum Missionsrat ernannt.
Papst Johannes Paul II. ernannte ihn am 20. Dezember 1986 als Nachfolger von Clement Thottungal CMI zum Bischof von Sagar. Der Bischof von Trichur, Joseph Kundukulam, weihte ihn am 22. Februar des nächsten Jahres zum Bischof; Mitkonsekratoren waren Raphael Cheenath SVD, Erzbischof von Cuttack-Bhubaneswar, und Eugene Louis D’Souza MSFS, Erzbischof von Bhopal. Sein bischöfliches Motto war „Für Petrus und das Volk“.
Am 2. Februar 2006 nahm Papst Benedikt XVI. sein altersbedingtes Rücktrittsgesuch an und zog in das Sagar Mission Home in Kuttur. Im Februar 2021 starb Joseph Pastor Neelankavil im Alter von 90 Jahren.
Er sprach Englisch, Malayalam und Hindi, Deutsch, Italienisch und Latein.